# Золотой ключик (балет Вайнберга)
«Золото́й клю́чик» — балет на музыку М. С. Вайнберга, сочинение № 55, по сказке А. Н. Толстого «Золотой ключик, или Приключения Буратино». Музыка для балета была написана в 1954—1955 г. В 1961 г. Вайнберг завершил работу над второй редакцией. В 1964 г. вышла третья редакция, где партитура была переработана в 4 оркестровые сюиты.

## Постановка Н. Г. Гришиной
Первая постановка балета сделана балетмейстером Н. Г. Гришиной, эта постановка состоит из 3 актов (в 9 картинах). Премьера балета в постановке Н. Г. Гришиной состоялась 10 июня 1962 года на сцене Театра имени Станиславского и Немировича-Данченко в Москве. Автор либретто А. Я. Гаямов; балетмейстер Н. Г. Гришина, художники Е. К. Коваленко и В. Ф. Кривошеина, дирижёр В. А. Эдельман. В первой постановке партию Буратино исполнила Е. Н. Баршева, Папы Карло — А. А. Клейн, Карабаса Барабаса — И. В. Курилов, Лисы — М. З. Агатова, Кота — В. В. Чигирёв, Пьеро — А. А. Николаев, Мальвины — М. Е. Редина, Крысы Шушары — Э. В. Кузнецова. В 1964 г. партитура балета была переработана, а 27 апреля 1974 года в Оперной студии Ленинградской консерватории состоялась премьера балета в постановке М. Ж. Тлеубаева — в другой редакции.

## Постановка М. Ж. Тлеубаева
В 1964 г. Вайнберг сделал переработку партитуры в четыре оркестровые сюиты, в соответствии с новыми музыкальными тенденциями того времени. В 1973 году в Оперной студии Ленинградской консерватории, в связи с недостатком детских спектаклей, было решено поставить балет «Золотой ключик» М. С. Вайнберга. Балетмейстером был назначен М. Ж. Тлеубаев, недавно закончивший консерваторию. Либретто было адаптировано для этой постановки И. Д. Гликманом и М. Ж. Тлеубаевым. По сравнению с первоначальным либретто, оно стало компактнее и лишилось некоторых побочных сюжетных линий и персонажей. Сценографией и оформлением балета занималась Т. Г. Бруни. Премьера балета в постановке М. Ж. Тлеубаева состоялась 27 апреля 1974 года.
В постановке Тлеубаева балет состоит из двух действий. Имеются такие картины как итальянская улочка, площадь, театр Карабаса, мастерская Карло, дворик. В прологе появляются Карабаса и его слуга Дуремар, которые крадут золотой ключик, охраняемых Солдатом. Для этих отрицательных персонажей характерны гротесковые движения, повторяющиеся на протяжении всего балета. Например, Дуремара присутствуют острые одновременные движения ноги и руки. Карабас же широко размахивает руками.
Первое действие начинается кукольного театра Карабаса, где куклы-марионетки танцуют под руководством хозяина. Затем следует классический танец Мальвины и Пьеро. Далее перед зрителями предстаёт папа Карло с кукольным Буратино. Дуремар и Карабас издеваются над стариком и разрывают куклу на части. Папа Карло решает восстановить куклу из бревна, и в процессе вытёсывания она неожиданно оживает: из бревна слышится визг. В этот момент артист обращается к юным зрителям: не они ли визжали? После этого из бревна «вылупляется» Буратино. Его движения поначалу «деревянные», и папа Карло учит его ходить. После этого Буратино танцует небольшую вариацию, а затем следует классический танец Буратино и Сверчка. В конце первого действия Буратино убегает из дома.
Во втором действии Буратино оказывается в театре Карабаса и знакомится с его актёрами. Он призывает их к побегу, но Карабас хватает и связывает Буратино. В следующей сцене папа Карло отправляется на поиски Буратино, а Дуремар ему мешает. В кукольном театре Карабас засыпает после обеда, Пьеро освобождает Буратино и они крадут золотой ключик. Кульминацией является борьба Буратино и Карабаса, показанная в виде танца, где Буратино побеждает. В конце Буратино с друзьями возвращается к папе Карло.
Особенностью постановки Тлеубаева является то, что в ней на первом плане оказывается не танец, а актёрская игра и пантомима. Таким образом балетмейстер хотел сделать спектакль более понятным для детей.
В Оперной студии Ленинградской консерватории балет шёл на протяжении длительного времени. В 1992 году он был вновь поставлен Тлеубаевым в Москве на сцене театров «Русский камерный балет „Москва“» и «Классический балет XXI век». Постановки балета «Золотой ключик» шли до 2012 года.
Сам балет иногда сравнивают с балетом «Петрушка» на музыку Стравинского, 1911 г., хотя прототипом Буратино является Пиноккио.

## Список композиций балета М. С. Вайнберга «Золотой ключик» в редакции 1964 г.
- Сюита № 1:
- 1. Вступление
- 2. Папа Карло делает куклу Буратино
- 3. Танец Буратино
- 4. Танец Мальвины
- 5. Танец Арлекина
- 6. Танец Пьеро
- 7. Тарантелла
- 8. Адажио
- 9. Интерлюдия
- Сюита № 2:
- 10. Интерлюдия № 2
- 11. Прибытие театра
- 12. Сплетни: девочка и мальчик
- 13. Коломбина и Трубочист
- 14. Адажио № 2.
- 15. Скерцо
- 16. Драка
- Сюита № 3:
- 17. Представление
- 18. Папа Карло
- 19. Марш светлячка
- 20. Черепаха Тортилла
- 21. Карабас наказывает Буратино
- 22. В полицейском участке
- 23. Скакалка
- Сюита № 4:
- 24. Танец Буратино с золотым ключиком
- 25. Элегия
- 26. Танец Артемона
- 27. Танец сверчка
- 28. Танец кота и лисы
- 29. Танец крысы Шушеры
- 30. Урок
- 31. Погоня

## Аудиозаписи музыки балета М. С. Вайнберга «Золотой ключик»
- 1966 г. Симфонический оркестр Государственного академического Большого театра России, дирижёр Марк Эрмлер. Запись сделана в мае 1966 г., через 3 месяца после сиерти Вайнберга. Изд.: 1994 г. «Olympia», CD: OCD 473, EAN: 5015524404734. Вошли сюиты № 1, 2, 3, и частично 4[3].
- 2009—2010 г. Шведский национальный симфонический оркестр, дирижёр Торд Сведлунд. Сюита № 4 из балета 17:01. Запись сделана 26 августа 2009 г., и 21 августа 2010 г. Изд.: 2011 г. «Chandos Records», CD: CHSA 5089, EAN: 095115508923[4].
- 2012 г. Санкт-Петербургский государственный академический симфонический оркестр, дирижёр Владимир Ланде. Сюита № 4 из балета 18:21. Запись сделана 6-7 июля 2012 г[5]. Изд.: 2014 г. «Naxos», CD: 8.573085, EAN: 747313308576[6].